# عقاب 3 (مسلسل)
عقاب 3, مسلسل كوميدي بدوي هادف صور بين سوريا والكويت ويتألف من ثلاثة أجزاء، الجزء الأول عرض في رمضان 2007 والجزء الثاني عرض في رمضان 2008 والجزء الثالث عرض في رمضان 2009 وهو من إخراج وتاليف وإنتاج الكاتب الكبير عبدالعزيز الطوالة إخراج المخرج الكويتي حسين ابل مخرج منفذ محمد الطوالة مونتاج عبد الرحيم الشربجي.

## فريق الممثلين
| الممثلين         |
| ---------------- |
| محمد العجيمي     |
| محمد الطويان     |
| انتصار الشراح    |
| عبير أحمد        |
| عبد الله المزيني |
| مها سالم         |
| محمد الشعيبي     |
| عبد الله المزيني |
| عادل الفضلي      |